# Край чоловіків у розшуку (фільм, 1931)
«Край чоловіків у розшуку» (англ. Land of Wanted Men) — вестерн 1931 року режисера Гаррі Л. Фрейзера з Біллом Коді, Шейлою Бромлі та Гібсоном Гоулендом у головних ролях.

## У ролях
- Білл Коді — Сайлент Сондерс
- Енді Шуфорд — Міккі
- Шейла Бромлі — Сінтія
- Гібсон Гоуленд — Террі
- Джек Річардсон — Торпа
- Френк Лактін — Лоні
- Джеймс А. Маркус — Суддя